# IIe corps d'armée (Italie)
Pour les articles homonymes, voir 2e corps d'armée.
Le IIe corps d'armée (en italien: II Corpo d'armata) était une unité (corps d'armée) de l'armée royale italienne (Regio Esercito), basée à Milan, active pendant la Première et la Seconde Guerre mondiale.

## Histoire
Le IIe corps d'armée trouve ses origines dans le IIe Quartier général de Milan, qui a été actif jusqu'au 22 mars 1877, date à laquelle, avec le décret sur la création du corps d'armée à l'échelle nationale, le IIe corps d'armée a obtenu ses premières nominations officielles.

### Première Guerre mondiale
Dès l'entrée en guerre de l'Italie contre l'Autriche-Hongrie en mai 1915, le IIe corps d'armée, sous le commandement du lieutenant général (Tenente generale) Ezio Reisoli, opère dans le cadre de la 2e armée du lieutenant général Pietro Frugoni. Après le début des hostilités, le 24 mai, la grande unité se trouve sur le moyen Isonzo dans le secteur de Plava. Le 9 juin, les 37e et 38e régiments de la brigade "Ravenna", appartenant à la 3e division d'infanterie du général Giovanni Prelli, opèrent de l'autre côté du fleuve, lançant une série d'attaques la semaine suivante contre les positions de la Cote 383, défendues par la 1re brigade de montagne austro-hongroise sous le commandement du général-major (generalmajor) Guido Novak von Arienti, opérant au sein de la 18e division d'infanterie du général-major Eduard Böltz. La colline a été brièvement capturée le 16 juin, avant d'être perdue le jour suivant après que le général Frugoni ait suspendu d'autres attaques. La 3e division d'infanterie a dû être retirée du front, car ses unités, qui avaient subi de lourdes pertes, étaient épuisées. Pour avoir défendu les actions du général Prelli, qui de sa propre initiative avait traversé la rivière Isonzo sur un ponton, occupant Plava puis la forte position stratégique de la Cote 383, Riesoli fut relevé de son commandement par décision du chef d'état-major du Regio Esercito, le général Luigi Cadorna.
En avril 1918, le IIe corps d'armée est envoyé sur le front occidental pour soutenir les troupes alliées en France, où il opère jusqu'à la fin des hostilités sous le commandement du lieutenant général Alberico Albricci.
Après la bataille de Caporetto en octobre-novembre 1917, les Alliés avaient envoyé des troupes fraîches sur le front italien, ce qui avait permis au Regio Esercito de se réorganiser. Au début de 1918, à la veille de l'offensive du printemps, le royaume d'Italie décide de rendre la pareille en envoyant un corps expéditionnaire sur le front occidental pour soutenir l'effort des Alliés. Le commandement militaire suprême italien choisit de réorganiser le 2e corps d'armée, qui avait été engagé depuis les batailles de l'Isonzo jusqu'au Piave et qui était alors en réserve, ayant été réduit à une brigade en raison des pertes subies lors des combats.
L'organisation repose sur la 3e division d'infanterie, formée par la brigade "Napoli" et la brigade "Salerno", et la 8e division d'infanterie, la brigade "Brescia" et la brigade "Alpi", pour un total d'environ 25 000 hommes. La Brigade "Alpi" est incluse pour des raisons de prestige, car elle est l'héritière idéale des Cacciatori delle Alpi (chasseurs alpins) de Garibaldi ; au début de la guerre, de nombreux anciens légionnaires s'y sont volontiers enrôlés, parmi lesquels Peppino, Ricciotti, Menotti, Sante et Ezio Garibaldi, ainsi que Kurt Erich Suckert, plus connu par la suite sous le nom de Curzio Malaparte ; à l'occasion de l'expédition en France, la Brigade "Alpi" est placée sous le commandement du colonel-brigadier (colonnello brigadiere)  Peppino Garibaldi. Dans le 19e régiment d'infanterie de la brigade "Brescia", Giuseppe Ungaretti, qui s'était engagé comme volontaire.

### Guerre d'Éthiopie
Le IIe corps d'armée, sous le commandement du général d'armée Pietro Maravigna, participe à la guerre d'Éthiopie en encadrant la 19e division d'infanterie "Gavinana", la 24e division d'infanterie "Gran Sasso" et la 3e division CCN "21 aprile".

### Seconde Guerre mondiale
Après le début de la Seconde Guerre mondiale, pendant les opérations de guerre contre la France, le IIe corps d'armée est déployé dans la région de Cuneo, participant aux opérations dans le secteur Maira-Pô-Stura du 21 au 25 juin, atteignant le col de la Vigne, Larche et la vallée de l'Ubaye. À la fin de cette première phase, il retourne à Alessandria.
En 1942, il est transféré pour suivre la 8e armée en Russie où il participe à la première bataille défensive du Don puis, du 11 au 18 décembre, à la deuxième bataille du Don qui provoque l'effondrement du front italien et la désintégration rapide des formations du IIe corps d'armée qui, à partir du 19 décembre, doivent entamer une désastreuse retraite hivernale vers Vorošilovgrad, ville que les rares survivants atteignent le 21 décembre suivant.
En 1943, les restes du IIe corps d'armée sont retirés du front et déplacés d'abord vers Dnipropetrovsk, puis via Poltava et Nežyn vers Homiel et le 26 mars 1943. Le commandement du IIe corps d'armée est resté la seule formation italienne restée en Russie pendant quelques mois. Du 26 avril au 22 mai, elle se replie sur Homiel puis retourne en Italie, à Grosseto, en Toscane, où elle est placée sous le commandement de la 5e armée, restant inactive jusqu'à sa dissolution le 8 septembre 1943.

## Composition

### 1919-1926
II Corpo d'armata di Milano
- Divisione fanteria "Milano" (4ª)
- Divisione fanteria "Novara" (5ª)
- Divisione fanteria "Brescia" (6ª)

### 1926-1940
Corpo d'armata di Alessandria (II)
- Divisione fanteria "Alessandria" (3ª) poi "Monferrato"
- Divisione fanteria "Cuneo" (4ª) poi "Monviso"
- Divisione fanteria "Genova" poi "Imperia" (5ª) poi "Cosseria"

### 1935-1936
II Corpo d'armata in Africa
- 19ª Divisione fanteria "Gavinana"
- 24ª Divisione fanteria "Gran Sasso"
- 3ª Divisione CC.NN. "21 aprile"

### 1940
II Corpo d'armata
- 36ª Divisione fanteria "Forlì"
- 33ª Divisione fanteria "Acqui"
- 4ª Divisione fanteria "Livorno"
- 4ª Divisione alpina "Cuneense"
- II Raggruppamento alpini
- 2º Comando GaF "Stura" e "Varalta Po"
- Truppe di Corpo d'armata

### 1942
II Corpo d'armata in Russia
- 2ª Divisione fanteria "Sforzesca"
- 3ª Divisione fanteria "Ravenna"
- 5ª Divisione fanteria "Cosseria"
- 1ª Divisione CC.NN. "23 marzo" (Raggruppamento CC.NN. "23 marzo")
- Truppe di corpo d'armata

### 1943
II Corpo d'armata
- 215ª Divisione Costiera
- 216ª Divisione Costiera
- 3ª Divisione fanteria "Ravenna"
- Comando difesa di Firenze
- Comando difesa di Pistoia
- Comando difesa di Pisa
- Comando difesa di Livorno
- Comando difesa di Siena

## Commandants
- Lieutenant général (Tenente generale) Ezio Reisoli
- Général de corps d'armée (Generale di Corpo d'armata) Alberico Albricci
- Général de corps d'armée (Generale di Corpo d'armata) Pietro Maravigna
- Général de corps d'armée (Generale di Corpo d'armata) Francesco Bertini (1er juillet 1937 - 31 octobre 1940)
- Général de corps d'armée (Generale di Corpo d'armata) Giovanni Zanghieri (1er novembre 1940 - 15 février 1943)
- Général de corps d'armée (Generale di Corpo d'armata) Arnaldo Forgiero (15 mars - 4 juillet 1943)
- Général de corps d'armée (Generale di Corpo d'armata) Vittorio Sogno (5 juillet - 4 septembre 1943)
- Général de corps d'armée (Generale di Corpo d'armata) Gervasio Bitossi (5-9 septembre 1943)

## Note
1. 1 2  Cavallaro 2009 p. 144.
2. ↑  Schindler 2001 p. 50.
3. 1 2  Schindler 2001 p. 51.
4. ↑  Schindler 2001 p. 49.
5. ↑  Schindler 2001 p. 52.

## Source
- (it) Cet article est partiellement ou en totalité issu de l’article de Wikipédia en italien intitulé « II Corpo d'armata (Regio Esercito) » (voir la liste des auteurs).